# 워킹 톨 (2004년 영화)
《워킹 톨》(영어: Walking Tall)은 2004년 공개된 미국의 액션 영화로, 1973년 동명 영화 리메이크 작품이다. 이 영화는 전역한 미군 병사가 고향으로 돌아와 마을의 보안관이 되면서 벌어지는 이야기로, 그는 마을이 끔찍한 범죄와 부패로 가득하다는 것을 알게 된다.

## 줄거리
제대 후 워싱턴주 키챕군의 고향으로 돌아온 미국 육군 특전부대 출신 크리스 본은 마을의 주요 수입원인 카지노를 운영하는 옛 친구 제이 해밀턴을 만난다. 카지노에서 도박판이 조작돼있음을 폭로하다가 폭력에 연루된 크리스는 해밀턴의 부하들에게 심한 부상을 입지만 스탠 왓킨스 보안관은 카지노가 논외 대상이라며 수사를 거부한다.
심지어 크리스의 조카가 카지노 경비원들이 판매한 크리스털 메스를 과다복용하는 사건까지 발생하자 분노한 크리스는 직접 카지노를 파괴하고 경비원들을 폭행한다. 재판에서 크리스는 부패한 사법 체계에 맞서 억울함을 호소하고, 마을을 정화하겠다는 연설로 배심원들을 설득하여 무죄 판결을 받는다.
이후 크리스는 직접 보안관으로 출마하여 당선되고, 친구 레이를 보안관보로 삼고 함께 부패한 경찰 조직을 해산시킨다. 크리스가 마약 밀매를 조사하던 중 카지노의 보안 책임자 부스를 체포하자 다음 날 왓킨스와 그의 부하들이 나타나 부스의 트럭을 불태우고 경찰서 건물에 난사를 시작한다. 부스를 통해 마약 제조 공장이 제재소에 있다는 사실을 알게 된 크리스는 치열한 총격전 끝에 왓킨스 일행을 처치한다.
제재소에서 해밀턴과 대면한 크리스는 인근 숲에서 이어진 싸움에서 해밀턴을 제압하고 체포한다. 크리스는 최종적으로는 카지노를 폐쇄하고 제재소를 재개장하며 마을의 정의를 되찾는다.

## 출연진
- 드웨인 존슨 - 크리스 본 주니어 역
- 조니 녹스빌 - 레이 템플턴 역
- 닐 맥도너 - 제이 해밀턴 역
- 마이클 보언 - 스탠 왓킨스 보안관 역
- 케빈 듀랜드 - 부스 역
- 크리스틴 윌슨 - 미셸 본 역
- 애슐리 스콧
- 클리오 토머스
- 코비 스멀더스

## 기타 제작진
- 공동 제작: 빌 배너먼
- 협력 제작: 마시엔 프리즐런드
- 배역: 세라 헤일리 핀, 랜디 힐러
- 미술: 브렌트 토머스
- 의상: 거샤 필립스